# Мон-де-л’Анклю
Мон-де-л’Анклю́ (фр. Mont-de-l’Enclus, валлон. Mont-d’-l’-Inclûs / Mont-d’-l’-Inclû, нидерл. Kluisberg, пикард. Mont-éd-l’-Enclus) — коммуна в Валлонии, расположенная в провинции Эно, округ Турне. Принадлежит Французскому языковому сообществу Бельгии. На площади 26,93 км² проживают 3421 человек (плотность населения — 127 чел./км²), из которых 49,87 % — мужчины и 50,13 % — женщины. Средний годовой доход на душу населения в 2003 году составлял 12 016 евро.
Почтовый код: 7750. Телефонный код: 069.